# Línea 31 de TMB
La línea 31, era una línea de autobús urbano de la ciudad de Barcelona, gestionada por la empresa TMB. Su frecuencia de paso por las paradas era bastante elevada respecto a la gran mayoría de líneas de TMB ya que compartía una gran parte de su recorrido con las líneas 32 y 74 (actual línea H6) hecho por el cual la línea dejó de prestar servicio a principios de 2012. 

## Información de la línea

### Horario

#### Laborables
- De Hospital Clínico a Cañellas:

5,35 - 6,00 - 6,25 - 6,50
De 7,11 a 22,45 cada 20 min.
- De Cañellas a Hospital Clínico:

5,00 - 5,25 - 5,51
De 6,11 a 21,30 cada 20 min.
21,55 - 22,20

#### Sábados
- De Hospital Clínico a Cañellas:

5:35 5:58 6:20 6:43 7:07 7:32 7:57 8:25
8:53 9:21 9:51 10:21 10:52 11:23 11:54 12:25
12:56 13:27 13:58 14:28 14:58 15:28 15:58 16:29
17:00 17:31 18:01 18:32 19:03 19:34 20:05 20:36
21:07 21:38 22:10 22:45
- De Cañellas a Hospital Clínico:

5:00 5:35 5:57 6:21 6:46 7:11 7:36 8:02
8:28 8:55 9:25 9:55 10:25 10:55 11:26 11:57
12:28 12:59 13:30 14:01 14:32 15:02 15:32 16:02
16:33 17:03 17:33 18:04 18:35 19:06 19:37 20:09
20:41 21:13 21:45 22:20

#### Domingos y festivos
- De Hospital Clínico a Cañellas:

9:10 9:46 10:22 10:58 11:35 12:12 12:49 13:26
14:03 14:40 15:17 15:53 16:29 17:05 17:35 18:04
18:33 19:02 19:30 19:59 20:27 20:55 21:22 21:49
22:17 22:45
- De Cañellas a Hospital Clínico:

8:30 9:02 9:34 10:07 10:41 11:17 11:53 12:30
13:08 13:45 14:22 14:58 15:34 16:10 16:38 17:06
17:35 18:04 18:32 19:01 19:30 19:59 20:28 20:57
21:24 21:52 22:20

### Recorrido
- De Hospital Clínico a Cañellas circulaba por: Casanova, Rosellón, Aribau, Travesera de Gracia, Av. Príncipes de Astúrias, Pl. Lesseps, Trav. de Dalt, Camelias, Av. Nuestra Señora de Montserrat, Ramón Albó, Arnau d'Oms, Pº Fabra i Puig, Pº Pi i Molist, Pº Verdún, Pº de Valldaura, Pl. Karl Marx, Guinaueta Vella.

- De Cañellas a Hospital Clínico circulaba por: Vía Favencia, Pl. Karl Marx, Pº de Valldaura, Pº Verdún, Pº Pi i Molist, Av Borbón, Pº Maragall, Av. Nuestra Señora de Montserrat, Trav. de Dalt, Pl. Lesseps, Av. Príncipes de Asturias, Vía Augusta, Balmes, Provenza.

### Material rodante
En la línea circulaban autobuses de piso bajo Mercedes-Benz. Los autobuses están equipados con una pantalla que informan a los usuarios de la próxima parada y de los enlaces que dispone en ella.

### Otros datos
La línea estaba totalmente adaptada a personas con movilidad reducida. También disponía del sistema TMB iBus, es decir, los usuarios podían saber a través de teléfonos móviles o por internet, el tiempo restante para la llegada de los próximos dos autobuses de la línea, desde la parada seleccionada.